# Liste der Naturdenkmale im Landkreis Stade
Die Liste der Naturdenkmale im Landkreis Stade enthält die Naturdenkmale im Landkreis Stade in Niedersachsen.
Im Landkreis Stade befinden sich 42 ausgewiesene Naturdenkmale. Vier weitere nicht mehr existierende Naturdenkmale (ND 01, ND 25, ND 26, ND 27) wurden in den zurückliegenden Jahren gelöscht.

## Naturdenkmale
| Bild            | Bezeichnung                              | Ort, Lage | Beschreibung                                                      | Schutzzweck | Nummer       |
| --------------- | ---------------------------------------- | --- | ----------------------------------------------------------------- | ----------- | ------------ |
| Fotos hochladen | Eibe                                     | Horneburg Gutshof Daudeiek (53° 29′ 53,3″ N, 9° 33′ 18,7″ O)                                                      |                                                                   |             | ND STD 00002 |
| Fotos hochladen | Eibe                                     | Horneburg Gutshof Daudieck (53° 29′ 54,7″ N, 9° 33′ 20,3″ O)                                                      |                                                                   |             | ND STD 00003 |
| BW              | Eibe                                     | Horneburg Gutshof Daudieck (53° 29′ 45,9″ N, 9° 33′ 13,1″ O)                                                      | nicht mehr vorhanden                                              |             | ND STD 00004 |
| BW              | Ilex bzw. Stechpalme                     | Siedlung Deinste Kirchweg 1 (53° 31′ 12,9″ N, 9° 26′ 41,4″ O)                                                     | nicht mehr vorhanden                                              |             | ND STD 00005 |
| Fotos hochladen | Eiche                                    | Buxtehude Hedendorf Dorfstr. 17 (53° 28′ 45,4″ N, 9° 37′ 4,8″ O)                                                  |                                                                   |             | ND STD 00006 |
| Fotos hochladen | Eichengruppe                             | Buxtehude Hedendorf Dorfstraße 22 (53° 28′ 45,5″ N, 9° 36′ 58,7″ O)                                               |                                                                   |             | ND STD 00007 |
| Fotos hochladen | Findling und zwei Kreuzsteine            | Stade Sandersweg 69 (Johanniskirche) (53° 35′ 10,7″ N, 9° 28′ 4,3″ O)                                             |                                                                   |             | ND STD 00008 |
| Fotos hochladen | Findling und Kreuzstein                  | Stade Dubbenweg 92 (53° 34′ 58,2″ N, 9° 27′ 54,1″ O)                                                              |                                                                   |             | ND STD 00009 |
| Fotos hochladen | Kreuzstein                               | Stade Linzer Straße (53° 35′ 2,4″ N, 9° 27′ 52,9″ O)                                                              |                                                                   |             | ND STD 00010 |
| Fotos hochladen | Findling und Kreuzstein                  | Stade Dubbenweg 79 (53° 34′ 56,6″ N, 9° 27′ 56,2″ O)                                                              |                                                                   |             | ND STD 00011 |
| Fotos hochladen | Kreuzstein                               | Stade Linzer Straße (53° 35′ 2,4″ N, 9° 27′ 54,4″ O)                                                              |                                                                   |             | ND STD 00012 |
| Fotos hochladen | Findling                                 | Stade Am Marienplatz 19 (53° 35′ 0,2″ N, 9° 28′ 3,7″ O)                                                           |                                                                   |             | ND STD 00013 |
| Fotos hochladen | Findling                                 | Sauensiek Wiegersen Rittergut 6 (53° 23′ 4,1″ N, 9° 32′ 56,4″ O)                                                  |                                                                   |             | ND STD 00014 |
| Fotos hochladen | Findling                                 | Wiegersen Rittergut 2 (53° 23′ 3,9″ N, 9° 32′ 58,8″ O)                                                            |                                                                   |             | ND STD 00015 |
| Fotos hochladen | Findling                                 | Wiegersen Wiegerser Straße 7 (53° 23′ 6,5″ N, 9° 32′ 58,5″ O)                                                     |                                                                   |             | ND STD 00016 |
| BW              | Findling                                 | Harsefeld Braken, Abt. 18 (53° 25′ 19,7″ N, 9° 29′ 18,5″ O)                                                       |                                                                   |             | ND STD 00017 |
| BW              | Findling                                 | Harsefeld Braken, Abt. 20 (53° 25′ 14,9″ N, 9° 28′ 55,8″ O)                                                       |                                                                   |             | ND STD 00018 |
| Fotos hochladen | Kreuz-/Grenzstein                        | Buxtehude Neukloster Neuklosterholz, Abt. 72 (53° 28′ 15,6″ N, 9° 38′ 51,7″ O)                                    |                                                                   |             | ND STD 00019 |
| Fotos hochladen | Kreuz-/Grenzstein                        | Buxtehude Neukloster Neuklosterholz, Abt. 80 (53° 28′ 22,8″ N, 9° 38′ 40,4″ O)                                    |                                                                   |             | ND STD 00020 |
| Fotos hochladen | Kreuz-/Grenzstein                        | Buxtehude Neukloster Neuklosterholz, Abt. 81 (53° 28′ 30″ N, 9° 38′ 28,7″ O)                                      |                                                                   |             | ND STD 00021 |
| Fotos hochladen | Kreuz-/Grenzstein                        | Buxtehude Neukloster Neuklosterholz, Abt. 74 (53° 28′ 27,8″ N, 9° 38′ 8,5″ O)                                     |                                                                   |             | ND STD 00022 |
| Fotos hochladen | Kreuz-/Grenzstein                        | Buxtehude Neukloster Neuklosterholz, Abt. 74 (53° 28′ 36,5″ N, 9° 37′ 43,3″ O)                                    |                                                                   |             | ND STD 00023 |
| Fotos hochladen | Friedenseiche                            | Jork Estebrügge Friedhof Estebrügge (53° 30′ 38″ N, 9° 43′ 35,6″ O)                                               |                                                                   |             | ND STD 00024 |
| Fotos hochladen | Findling mit Kreuz                       | Buxtehude Estetalstraße 38b (53° 27′ 39,6″ N, 9° 41′ 19,7″ O)                                                     |                                                                   |             | ND STD 00028 |
| BW              | Hainbuche                                | Buxtehude Estetalstraße 38b (53° 27′ 40,7″ N, 9° 41′ 19,4″ O)                                                     | nicht mehr vorhanden                                              |             | ND STD 00029 |
| Fotos hochladen | Findling                                 | Harsefeld westlich vom Braken, Abt. 29 (53° 25′ 45,1″ N, 9° 28′ 55,7″ O)                                          |                                                                   |             | ND STD 00030 |
| BW              | Findling                                 | Harsefeld Diekewiese an der Hollenbeeke (53° 26′ 22,6″ N, 9° 27′ 19,4″ O)                                         |                                                                   |             | ND STD 00031 |
| BW              | Findling                                 | Harsefeld Ackerfläche westlich Hollenbeck (53° 26′ 2″ N, 9° 27′ 12,2″ O)                                          |                                                                   |             | ND STD 00032 |
| BW              | Findling                                 | Harsefeld alte Sandgrube b. Hambergen nordwestlich Hollenbeck (53° 26′ 25,1″ N, 9° 27′ 3,6″ O)                    |                                                                   |             | ND STD 00033 |
| Fotos hochladen | Kastanie                                 | Stade Ostseite des Rathauses, Hinterm Hagedorn, Stade (53° 36′ 5″ N, 9° 28′ 36,4″ O)                              |                                                                   |             | ND STD 00034 |
| Fotos hochladen | 2 Kastanien                              | Stade am Zeughaus, Pferdemarkt 11, Stade (53° 35′ 59,9″ N, 9° 28′ 29,6″ O)                                        |                                                                   |             | ND STD 00035 |
| BW              | Leberblümchenvorkommen                   | Ahlerstedt Hohenhausen Waldstück in den Müssen östlich Hohenhausen (6,3 ha) (53° 21′ 5,4″ N, 9° 27′ 32″ O)        |                                                                   |             | ND STD 00036 |
| BW              | Eiche                                    | Ahrensmoor Ahrensmoor-West Weststraße 23, Ahrensmoor (53° 23′ 38,6″ N, 9° 29′ 14″ O)                              | nicht mehr vorhanden                                              |             | ND STD 00037 |
| BW              | Kastanie                                 | Drochtersen Assel Wether Straße 66, Assel (53° 41′ 14″ N, 9° 27′ 2″ O)                                            |                                                                   |             | ND STD 00038 |
| Fotos hochladen | Stieleiche                               | Buxtehude Hamburger Berg westlich K73 nordöstlich Daensen (53° 25′ 49,4″ N, 9° 43′ 8,7″ O)                        |                                                                   |             | ND STD 00039 |
| Fotos hochladen | 2 Schwarzkiefern                         | Buxtehude Hamburger Berg westlich K73 nordöstlich Daensen (53° 25′ 44,9″ N, 9° 43′ 17,6″ O)                       |                                                                   |             | ND STD 00040 |
| Fotos hochladen | 6 Schwarzkiefern                         | Buxtehude Hamburger Berg östlich K73 nordöstlich Daensen (53° 25′ 45,4″ N, 9° 43′ 23,4″ O)                        |                                                                   |             | ND STD 00041 |
| Fotos hochladen | 2 Schwarzkiefern                         | Buxtehude Hamburger Berg westlich K73 nordöstlich Daensen (53° 25′ 48,7″ N, 9° 43′ 27,1″ O)                       |                                                                   |             | ND STD 00042 |
| Fotos hochladen | 2 Schwarzkiefern                         | Buxtehude Hamburger Berg westlich K73 nordöstlich Daensen (53° 25′ 45,5″ N, 9° 43′ 37,2″ O)                       |                                                                   |             | ND STD 00043 |
| BW              | Leberblümchen- und Schuppenwurzvorkommen | Sauensiek obere Ramme im nördlich Wiegerser Wald nahe Schlanders Wiesen (180 m²) (53° 24′ 2,9″ N, 9° 31′ 30,4″ O) |                                                                   |             | ND STD 00044 |
| Fotos hochladen | Hügelgrab mit 2 Findlingen               | Harsefeld Auetal südwestlich Klein Hollenbeck (53° 26′ 54,4″ N, 9° 26′ 55,5″ O)                                   |                                                                   |             | ND STD 00045 |
| BW              | Findling                                 | Harsefeld Braken (53° 25′ 34,5″ N, 9° 28′ 43,3″ O)                                                                |                                                                   |             | ND STD 00046 |
| BW              | Findling                                 | Harsefeld Braken, Harselah, Kahles und Wildes Moor; südöstlich von Hollenbeck (53° 25′ 18,8″ N, 9° 28′ 20,6″ O)   | nicht mehr auf der Karte im Geoportal Landkreis Stade verzeichnet |             | ND STD 00047 |
| BW              | Findling                                 | Harsefeld Braken, Harselah, Kahles und Wildes Moor; südöstlich von Hollenbeck (53° 25′ 19,8″ N, 9° 28′ 24,5″ O)   | nicht mehr auf der Karte im Geoportal Landkreis Stade verzeichnet |             | ND STD 00048 |